# Uche Okafor
Uchenna „Uche” Kizito Okafor (ur. 8 sierpnia 1967 w Owerri, zm. 6 stycznia 2011 w Dallas) – piłkarz nigeryjski grający na pozycji środkowego obrońcy. Nosił przydomek „Chief”.

## Kariera klubowa

### Nigeria
Okafor pochodzi z miasta Owerri, ale piłkarską karierę zaczynał w dawnej stolicy kraju, Lagos, w zespole ACB Lagos. W barwach tego klubu zadebiutował w 1986 roku w nigeryjskiej ekstraklasie. Miał wówczas niespełna 19 lat. W ACB spędził pełne 3 sezony, ale ze stołeczną drużyną nie osiągnął znaczących sukcesów.

### Europa
Zimą 1989 roku Okafor przeszedł do KRC Mechelen, grającego wówczas w drugiej lidze Belgii. Grał tam do 1991 roku, kiedy to przeniósł się do trzecioligowego Union Royale Namur. W 3. lidze Belgii grał przez jeden sezon, a w 1992 roku został piłkarzem francuskiego Le Touquet AC, z którym nie odniósł znaczących sukcesów. W sezonie 1993/1994 grał w Hannover 96. W 2. Bundeslidze Okafor zadebiutował 31 lipca 1993 w przegranym 0:1 meczu z zespołem o nazwie Tennis Borussia Berlin. Pobyt w zespole z Hanoweru nie był udany i Okafor w 12. drużynie drugiej ligi zagrał tylko w 4 ligowych meczach, we wszystkich jako rezerwowy. Kolejny przystanek w karierze Okafora to portugalski União Leiria, w którym jednak wytrzymał tylko przez pół roku, a drugą połowę sezonu 1994/1995 Uche spędził w izraelskim Maccabi Irony Aszdod, z którym zajął przedostatnią pozycję w Ligat ha’Al i spadł do drugiej ligi. Ostatnim przystankiem w europejskiej karierze Okafora był klub SC Farense, z którym nie odniósł żadnych sukcesów, a po pół roku opuścił portugalskie wybrzeże.

### Stany Zjednoczone
Na początku 1996 roku Okafor podpisał kontrakt z Kansas City Wizards, jedną z drużyn tworzącą nowo powstałą Major League Soccer. Został wybrany z numerem 86 w dziewiątej rundzie draftu. W Kansas City zadebiutował 13 kwietnia w wygranym 3:0 wyjazdowym meczu z Colorado Rapids. 18 kwietnia stał się pierwszym piłkarzem w historii MLS, który oddał strzał na bramkę z przewrotki. Swoją pierwszą bramkę zdobył już w trzecim występie, 21 kwietnia w zremisowanym 2:2 meczu z San Jose Clash. W zespole Kansas zagrał w 30 meczach, zdobył 2 gole i zagrał w 4 meczach fazy play-off, a Wizards doszli do półfinału, w którym ulegli Los Angeles Galaxy. W 1997 Okafor rozegrał 27 meczów w MLS i doszedł do ćwierćfinału play-off, w którym Wizards odpadli po meczach z Colorado Rapids – Okafor brał udział w obu. W 1998 zagrał w 22 meczach, ale z Wizards zajął ostatnie miejsce w Konferencji Zachodniej. Grał także w drugiej połowie meczu MLS All-Star, w którym zespół Reszty Świata przegrał z USA All-Stars 1:6. W 1999 roku także zajął z Wizards ostatnie miejsce w Konferencji. W lidze zagrał w 26 meczach. Sezon 2000 był ostatnim w karierze Okafora, który po rozegraniu 14 meczów w Kansas przyczynił się do wywalczenia przez ten zespół mistrzostwa Major League Soccer. Po zakończeniu sezonu zakończył piłkarską karierę w wieku 33 lat.

### Kariera w liczbach
| Sezon   | Klub                 | Kraj       | Rozgrywki            | Mecze | Bramki |
| ------- | -------------------- | ---------- | -------------------- | ----- | ------ |
| 1986    | ACB Lagos            | Nigeria    | Premier League (NGA) | ?     | ?      |
| 1987    | ACB Lagos            | Nigeria    | Premier League (NGA) | ?     | ?      |
| 1988    | ACB Lagos            | Nigeria    | Premier League (NGA) | ?     | ?      |
| 1988/89 | KRC Mechelen         | Belgia     | Tweede Klasse        | ?     | ?      |
| 1989/90 | KRC Mechelen         | Belgia     | Tweede Klasse        | ?     | ?      |
| 1990/91 | KRC Mechelen         | Belgia     | Tweede Klasse        | ?     | ?      |
| 1991/92 | Union Royale Namur   | Belgia     | trzecia liga         | ?     | ?      |
| 1992/93 | Le Touquet AC        | Francja    | Ligue 2              | ?     | ?      |
| 1993/94 | Hannover 96          | Niemcy     | 2. Bundesliga        | 4     | 0      |
| 1994/95 | União Leiria         | Portugalia | Superliga            | ?     | ?      |
| 1994/95 | Maccabi Ironi Aszdod | Izrael     | Ligat ha’Al          | 13    | 0      |
| 1995/96 | SC Farense           | Portugalia | Superliga            | ?     | ?      |
| 1996    | Kansas City Wizards  | USA        | Major League Soccer  | 30    | 2      |
| 1997    | Kansas City Wizards  | USA        | Major League Soccer  | 27    | 0      |
| 1998    | Kansas City Wizards  | USA        | Major League Soccer  | 22    | 0      |
| 1999    | Kansas City Wizards  | USA        | Major League Soccer  | 26    | 0      |
| 2000    | Kansas City Wizards  | USA        | Major League Soccer  | 14    | 0      |

## Kariera reprezentacyjna
W 1988 roku Okafor został powołany na Puchar Narodów Afryki 1988 nie mając za sobą ani jednego meczu w pierwszej reprezentacji Nigerii. 23 sierpnia w półfinałowym meczu z Algierią w Rabacie Okafor zadebiutował w reprezentacji. Po 120 minutach był remis 1:1, a Nigeryjczycy ostatecznie wygrali z Algierczykami po rzutach karnych 9:8, a decydujący o awansie do finału rzut karny wykorzystał właśnie Okafor. W finale „Super Orły” uległy Kamerunowi 0:1 i przypadł im srebrny medal.
W 1994 roku Okafor ponownie wziął udział w Pucharze Narodów Afryki. Zagrał tam we wszystkich meczach Nigerii i był filarem środka obrony tej drużyny, która dzięki wygraniu finału 2:1 z Zambią została mistrzem Afryki. Latem selekcjoner Clemens Westerhof powołał Okafora do kadry na MŚ w USA, jednak na kilka dni przed mistrzostwami Okafor doznał kontuzji i nie wystąpił w żadnym meczu Nigerii na tym turnieju.
W 1998 roku został członkiem kadry Nigerii na Mistrzostwa Świata we Francji. Tam był jedynie rezerwowym i zagrał w jednym meczu – grupowym z Paragwajem, przegranym 1:3. Nigeria doszła do 1/8 finału i tam przegrała 1:4 z Danią.
Ogółem w reprezentacji Nigerii Okafor wystąpił w 35 meczach i nie zdobył gola.
Po zakończeniu kariery piłkarskiej Okafor pracował dla Nike. W 2003 roku natomiast zaczął szkolić juniorów w młodzieżowych klubach Teksasu.
Na początku 2011 roku popełnił samobójstwo w swoim domu w Dallas. Znalazła go była żona, która została zaalarmowana przez przyjaciela piłkarza, gdy ten nie odbierał telefonu.